# Andrea Zuckerman
Andrea Zuckerman Vasquez, spillet af Gabrielle Carteris, er en fiktiv figur i tv-serien Beverly Hills 90210. Andreas datter, Hannah, skal være med i den nye omgang af Beverly, serien 90210. 
Andrea er en jødisk teenager, som bor i en lille lejlighed hos sin bedstemor (Lainie Kazan) for at kunne gå på "West Beverly High", for hendes forældre bor udenfor skoledistriktet. Hun er en stræber, der knokler for sit elskede skoleblad "West Beverly Blaze". Hun blev kørt ned af en bil, en dag hun går hjem fra skole i efteråret i sit seniorår.
Hun har flirtet lidt med Steve og især Brandon (hun var meget ulykkelig da han havde seriøse forhold i deres high school-tid), men hendes forhold er med folk udenfor vennekredsen. 
Mens hun går på "California University" i college, bliver hun gravid og gifter sig med faren til sit barn Jesse Vasquez og får datteren Hannah. Hun forlader CU efter det første år og kommer på "Yale University", og på denne måde ud af serien (efter Carteris' ønske). Andrea er dog med i flere afsnit i løbet af resten af serien, plus det sidste afsnit af serien. Anden gang hun medvirker efter sin udskrivelse, fortæller hun vennerne, at hun og Jesse skal skilles.